# Porto de Mós
Porto de Mós es una villa portuguesa perteneciente al distrito de Leiría, região Centro y comunidad intermunicipal de Leiría, con cerca de 5800 habitantes.

## Geografía
Es sede de municipio con 264,88 km² de área y 23 203 habitantes (2021), subdividido en diez freguesias. El municipio está limitado al norte por los municipios de Leiría y de Batalha, al este por Alcanena, al sur por Santarém y al oeste por Alcobaça.

## Historia
Recibió la foral de Dom Dinis en el año 1305.

## Demografía
| Gráfica de evolución demográfica de Porto de Mós entre 1864 y 2021 |
|                                                                    |
| Datos según el nomenclátor publicado por el INE portugués.         |

## Organización territorial
El municipio de  Porto de Mós está formado por diez freguesias:
- Alqueidão da Serra
- Alvados e Alcaria
- Arrimal e Mendiga
- Calvaria de Cima
- Juncal
- Mira de Aire
- Pedreiras
- Porto de Mós
- São Bento
- Serro Ventoso